# Nécropole nationale des Tabors (Saint-Florent)
La nécropole nationale des Tabors est un cimetière militaire de la Seconde Guerre mondiale, situé sur le territoire de la commune de Saint-Florent, dans le département de la Haute-Corse.

## Historique
La libération de la Corse par les F.F.L. se déroula du 9 septembre au 4 octobre 1943. Le cimetière fut créé en 1943 pour abriter les dépouilles de soldats du 2e groupement de tabors marocains tombés pour la plupart lors de la prise du col de Teghime qui permit la libération de la ville de Bastia.

## Caractéristiques
D'une superficie de 0,11 ha, le cimetière contient 48 tombes individuelles. Une stèle rappelle que 48 goumiers musulmans du 2e groupe de tabors marocains tombés pour la libération de la Corse reposent dans ce cimetière.